# Анадіс (літак)
Анадіс  (рос. Анадис) — бувши майже точним відтворенням «Анасаля», літак відрізнявся конструкцією фюзеляжу — фанерного монокока дуже чистої форми, а також двигуном «Іспано-Сюіза» в 150 (спочатку в 140) к. с. За завданням «Анадіс» повинен був бути одномісним винищувачем, але йому були додані точні розміри двомісного «Анасаля».

## Конструкція
«Анадіс» будувався за завданням на одномісний винищувач, проте його габарити приблизно відповідали двомісному «Анаде». Фюзеляж машини був фанерним полумонококом овального перетину аеродинамічно чистої форми, але досить важкий. Конструкція крил і оперення така ж, як в «Анаде» й «Анасаля».
Цікавою особливістю машини був величезний запас палива, розрахований на 14 годин польоту і абсолютно непотрібний для винищувача. У зв'язку з цим на заводі ходили чутки, що Декам, замість винищувача, спроектував двомісний літак, щоб відлетіти на ньому до Румунії, а може навіть до Франції, у разі початку революційних хвилювань в Росії. Якщо це дійсно так, то французького інженера треба вважати провидцем, адже в середині 1916-го, коли створювався «Анадіс», про прийдешню революцію ще ніхто і не здогадувався.
Як би там не було, про нібито підготовлювану втечу доповів армійському начальству військовий приймальник на заводі «Анатра» льотчик Кононенко. У своїй телеграмі він також просив передати тільки що побудований літак йому і відправити разом з ним на фронт. Начальство, мабуть, не дуже повірило пильному військпредові і обмежилося відпискою: «Апарат залишити одномісним до прийому комісією».

## Випробування
Літак проходив випробування з 23 жовтня по 11 листопада 1916 року, показавши максимальну швидкість 153 км/год. Для двомісного розвідника це було б непогано, але для одномісного винищувача — замало навіть на ті часи. До того ж установка озброєння зробила б машину ще тяжчою і, відповідно, ще більш понизила її льотні дані. Але головною причиною, чому «Анадіс» не пішов в серію, був брак двигунів «Іспано-Сюіза». Як вже мовилося, такі мотори були в Росії у великому дефіциті.
Прототип «Анадіса» простояв на заводі до осені 1917 р. За цей час якийсь місцевий живописець так розмалював машину, що вона почала представляти якщо не військову, то вже в усякому разі художню цінність. На фюзеляжі, від кабіни до хвоста, він зобразив прапори країн Антанти, а на нижніх площинах — дві пишнотілі красуні в пляжних костюмах з парасольками від сонця і декоративними собачками. На жаль, відсутність якісних фотографій не дозволяє відтворити ці чудові малюнки у всіх подробицях.

## Переліт Одеса-Салоніки-Рим-Марсель-Париж
Тим часом, у вересні 1917-го військовий льотчик штабс-капітан Н. А. Макаров, знаючи про великий запас палива, який здатний прийняти «Анадіс», порушив клопотання про дозвіл йому зробити дальній «агітпереліт» на цьому літаку по країнах-союзниках Росії в Світовій війні. Макаров мав намір облетіти Салоніки, Рим, Марсель, Париж і тим же маршрутом повернутися назад. Мету польоту він сформулював так: 
«…відвідати фронти і заводи, побачити авіацію союзників, показати російських льотчиків, щоб союзники краще забезпечували нас».
Оскільки ніякого іншого застосування для «Анадіса» не знайшлося, переліт негайно дозволили. Макаров стартував в листопаді, але на першому ж відрізку маршруту у польоті відмовив двигун. Льотчик зробив аварійну посадку в Румунії, біля міста Ясси. «Агітпереліт» на цьому завершився, а разом з ним закінчилася й історія літака, у якого були так багато назв, але жодна не принесло йому успіху.